# 奇力
奇力爵士（英語：Henry Kellett，1806年11月2日—1875年3月1日），KCB，英國皇家海軍中將和探險家，生於愛爾蘭蒂珀雷里。

## 經歷
奇力於1822年加入皇家海軍。第一次鴉片戰爭時，在愛德華·卑路乍的指揮下擔任硫磺號（HMS Sulphur）的二副。其後，在香港島一帶探測水域。
1845年被任命為探險船先驅號（HMS Herald）的船長。1848年受命協助搜尋失蹤的約翰·富蘭克林爵士。在該航行中，他通過白令海峽航行穿越楚科奇海，發現了先驅島。他在先驅島登陸，並以船名先驅Herald來為先驅島命名。1852年，他指揮堅毅號（HMS Resolute）和羅伯特·麥克盧爾的探險船一度被困在北極。

1855年成為西印度群島的高級軍官，1869年成為中國艦隊總司令。1871年退休。

## 命名
香港的奇力島、奇力山和奇力灣都是以他命名。